# Acontias namaquensis
Acontias namaquensis — вид сцинкоподібних ящірок родини сцинкових (Scincidae). Ендемік Південно-Африканської Республіки.

## Поширення і екологія
Acontias namaquensis мешкають в регіоні Малого Намакваленду на заході Північнокапської провінції. Вони живуть в сухих чагарникових заростях, що ростуть на піщаних ґрунтах, на висоті до 1000 м над рівнем моря.